# Bais (Mayenne)
Bais és un municipi francès situat al departament de Mayenne i a la regió de País del Loira. L'any 2007 tenia 1.340 habitants.

## Demografia

### Població
El 2007 la població de fet de Bais era de 1.340 persones. Hi havia 535 famílies de les quals 173 eren unipersonals (63 homes vivint sols i 110 dones vivint soles), 181 parelles sense fills, 150 parelles amb fills i 31 famílies monoparentals amb fills.
La població ha evolucionat segons el següent gràfic:
Habitants censats

### Habitatges
El 2007 hi havia 658 habitatges, 537 eren l'habitatge principal de la família, 37 eren segones residències i 83 estaven desocupats. 568 eren cases i 74 eren apartaments. Dels 537 habitatges principals, 337 estaven ocupats pels seus propietaris, 189 estaven llogats i ocupats pels llogaters i 12 estaven cedits a títol gratuït; 12 tenien una cambra, 37 en tenien dues, 91 en tenien tres, 156 en tenien quatre i 241 en tenien cinc o més. 367 habitatges disposaven pel capbaix d'una plaça de pàrquing. A 254 habitatges hi havia un automòbil i a 192 n'hi havia dos o més.

### Piràmide de població
La piràmide de població per edats i sexe el 2009 era:
| Homes | Edats   | Dones |
| ----- | ------- | ----- |
| 0     | 95 o +  | 12    |
| 0     | 90 a 94 | 24    |
| 4     | 85 a 89 | 4     |
| 4     | 80 a 84 | 16    |
| 28    | 75 a 79 | 36    |
| 48    | 70 a 74 | 52    |
| 32    | 65 a 69 | 48    |
| 44    | 60 a 64 | 28    |
| 12    | 55 a 59 | 24    |
| 44    | 50 a 54 | 68    |
| 56    | 45 a 49 | 40    |
| 76    | 40 a 44 | 44    |
| 92    | 35 a 39 | 68    |
| 28    | 30 a 34 | 32    |
| 52    | 25 a 29 | 40    |
| 20    | 20 a 24 | 36    |
| 48    | 15 a 19 | 72    |
| 52    | 10 a 14 | 48    |
| 40    | 5 a 9   | 28    |
| 32    | 0 a 4   | 32    |

## Economia
El 2007 la població en edat de treballar era de 815 persones, 588 eren actives i 227 eren inactives. De les 588 persones actives 527 estaven ocupades (282 homes i 245 dones) i 61 estaven aturades (30 homes i 31 dones). De les 227 persones inactives 62 estaven jubilades, 60 estaven estudiant i 105 estaven classificades com a «altres inactius».

### Ingressos
El 2009 a Bais hi havia 512 unitats fiscals que integraven 1.192 persones, la mediana anual d'ingressos fiscals per persona era de 15.290,5 €.

### Activitats econòmiques
Dels 65 establiments que hi havia el 2007, 2 eren d'empreses extractives, 3 d'empreses alimentàries, 5 d'empreses de fabricació d'altres productes industrials, 7 d'empreses de construcció, 10 d'empreses de comerç i reparació d'automòbils, 3 d'empreses de transport, 5 d'empreses d'hostatgeria i restauració, 5 d'empreses financeres, 4 d'empreses immobiliàries, 6 d'empreses de serveis, 10 d'entitats de l'administració pública i 5 d'empreses classificades com a «altres activitats de serveis».
Dels 23 establiments de servei als particulars que hi havia el 2009, 1 era una gendarmeria, 1 oficina de correu, 2 oficines bancàries, 2 tallers de reparació d'automòbils i de material agrícola, 1 autoescola, 1 guixaire pintor, 3 fusteries, 1 lampisteria, 3 perruqueries, 1 veterinari, 2 restaurants, 4 agències immobiliàries i 1 saló de bellesa.
Dels 5 establiments comercials que hi havia el 2009, 1 era un supermercat, 2 fleques, 1 una carnisseria i 1 un drogueria.
L'any 2000 a Bais hi havia 55 explotacions agrícoles que ocupaven un total de 2.184 hectàrees.

## Equipaments sanitaris i escolars
El 2009 hi havia 1 farmàcia i 1 ambulància.
El 2009 hi havia una escola elemental. Bais disposava d'un col·legi d'educació secundària amb 141 alumnes.

## Poblacions més properes
El següent diagrama mostra les poblacions més properes.